# Primera Crisis Marroquí
La Primera Crisis Marroquí (también conocida como la Crisis de Tánger) se refiere a la crisis internacional sobre el estatus colonial de Marruecos entre marzo de 1905 y mayo de 1906. Esta crisis estuvo a punto de desencadenar una guerra entre Francia y Reino Unido contra el Imperio alemán, lo que podría haber ocasionado la Primera Guerra Mundial, sólo que casi una década antes.

## Antecedentes
En el año de 1904 se sucedieron los reveses en la política exterior alemana. En abril británicos y franceses habían rubricado la Entente Cordiale. La alianza del Reino Unido con Japón hizo temer al Reich que los tres países acordasen dejarlo fuera del reparto de influencia en China. El Gobierno de Berlín tampoco recibió satisfacción en Marruecos. Los intentos de formar alianzas con Rusia fracasaron y causaron inquietud en el Reino Unido, que le impelió a tratar de coligarse por su parte con el Imperio ruso. Las relaciones anglo-alemanas empeoraron notablemente. La situación de la Triple Alianza preocupaba a Alemania, tanto por la crisis interna austrohúngara como por las desavenencias entre los Gobiernos de Viena y Roma. El prestigio internacional alemán se hallaba maltrecho a comienzos de 1905.
En enero de 1905, una misión diplomática francesa marchó a Fez y el Gobierno francés imponía reformas al sultán que, en realidad, conducían al sometimiento del país a la influencia francesa. Alemania no deseaba que Marruecos, territorio estratégico para el acceso al Mediterráneo, quedase dominado por el país vecino. El canciller Bernhard von Bülow animó al sultán marroquí, inclinado a ello, a resistir la presión francesa y mantener la independencia. Prometió el respaldo alemán y estadounidense y convenció al reacio káiser a acudir a Tánger y desencadenar la crisis, que creía poder resolver a continuación mediante una conferencia internacional.

## Primera fase: enfrentamiento diplomático franco-alemán
La crisis fue provocada por la visita del káiser Guillermo II de Alemania a Tánger en Marruecos el 31 de marzo de 1905. La visita la había anunciado el día 20 el canciller alemán, y había causado gran rechazo en las prensas británica y francesa. El káiser hizo ciertos comentarios en favor de la independencia marroquí, un desafío a la influencia francesa en Marruecos. Aconsejó tiento en la aplicación de reformas y defendió los intereses económicos alemanes en el país.
Francia tuvo reafirmada su influencia en Marruecos por el Reino Unido (gracias al Entente Cordiale) y España en 1904, un movimiento que el Imperio alemán vio como un golpe hacia sus intereses y tomó acción diplomática para desafiar. El discurso puso al público francés contra Alemania y, con el apoyo británico, el ministro de Asuntos Exteriores francés, Théophile Delcassé, tomó una actitud desafiante. 
En abril y tras proclamar que no deseaba obtener territorios en Marruecos, el Gobierno alemán trató de que se reuniese una conferencia internacional que determinase las reformas que debía adoptar el país. Aprovechando la debilidad de Rusia, aliada de Francia y recién derrotada por los japoneses en la guerra ruso-japonesa, el Gobierno alemán trató de desbaratar la liga anglo-francesa y obligar al Gobierno francés a negociar la situación de África septentrional. La mayoría de las potencias, sin embargo, se mostraron contrarias o indiferentes a la propuesta alemana. Pese a la posición de desventaja diplomática, el Gobierno alemán rechazó las propuestas de negociaciones bilaterales que presentaron tanto Delcassé —impelido por la prensa y el Parlamento— como el primer ministro francés en abril y mayo. Dadas las declaraciones del káiser en favor de la independencia marroquí y el rechazo en aquel momento de la opinión pública alemana a la expansión colonial, lo que pretendía Von Bülow era recuperar el prestigio diplomático obligando a Francia a asistir a una conferencia impuesta por el Reich y que este recibiese alguna compensación a cambio de ceder en la cuestión marroquí.
En mayo, la diplomacia alemana se centró en convencer a estadounidenses y británicos, además de a Marruecos y otras potencias, de acudir a la deseada conferencia internacional, así como a lograr el relevo de Delcassé. Los esfuerzos alemanes porque el presidente Roosevelt mediase en la crisis, en especial con el Reino Unido, fracasaron. Cuando la posición alemana parecía desesperada, el sultán marroquí aceptó finalmente el 28 de mayo que se celebrase la conferencia propuesta por el Reich, el mismo día que la batalla de Tsushima decidía la suerte de la contienda entre Rusia y Japón.

## Segunda fase: apogeo, tensión militar y conferencia internacional

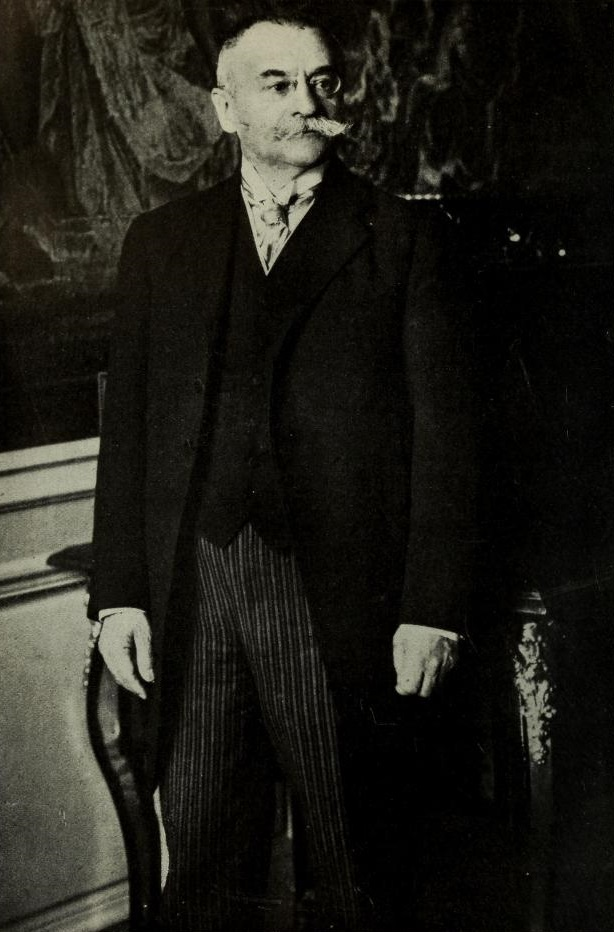
El ministro de Asuntos Exteriores francés Théophile Delcassé, contrario a toda cesión a Alemania. Tuvo que dimitir del cargo a comienzos de junio de 1905, por la agudización de la crisis, que ninguna de las partes deseaba que condujese a la guerra.

La crisis alcanzó su apogeo a mediados de junio, cuando Delcassé fue retirado del ministerio por el primer ministro Maurice Rouvier. El embajador alemán en París había solicitado la destitución de Delcassé, que sostenía una actitud intransigente con los alemanes. El 6 de junio, Delcassé se vio obligado a cesar de su cargo, tanto por su beligerancia, que la mayoría del gabinete rechazaba, como por sus anteriores roces con el primer ministro. A principios de junio y por aparente insistencia del ministro de Asuntos Exteriores, la flota británica había parecido dispuesta a acudir el socorro de Francia y de desencadenar un conflicto con Alemania. El temor a que esto sucediese no se disipó hasta finales de junio y las reuniones militares entre franceses y británicos continuaron en secreto pese al relevo de Delcassé. El disgusto en el Reino Unido por la marcha de Delcassé, que pareció un desprecio del respaldo que había otorgado a Francia en la crisis duró poco.

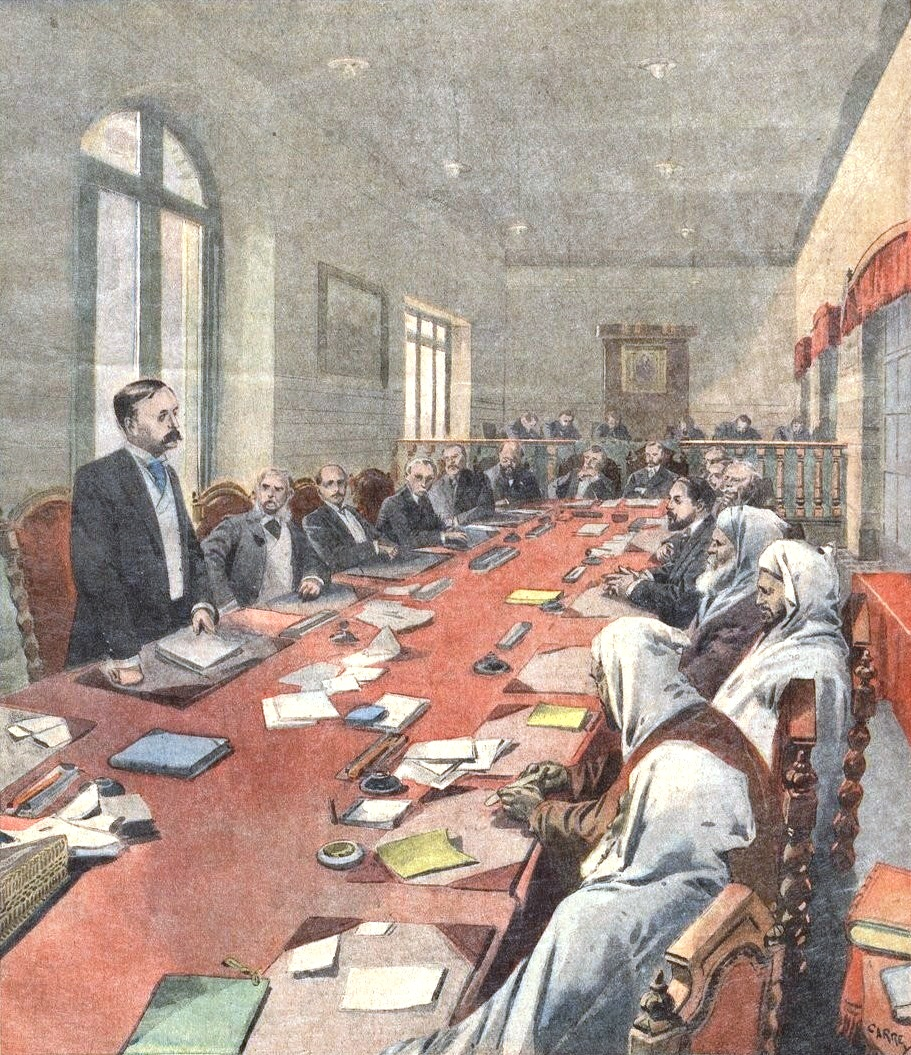
Apertura de la Conferencia de Algeciras, que puso fin a la crisis. Reunida por insistencia de Alemania, acabó confirmando la preeminencia de Francia en Marruecos.

En 1914, Europa dominaba toda África, con la excepción de Abisinia (actual Etiopía) y Liberia, una muestra del imperialismo europeo, que también provocó continuas tensiones entre países durante la colonización del continente, visto como muy desfavorable para Italia y Alemania y muy beneficioso para Francia y Reino Unido. Otros países como Portugal, España o Bélgica tenían unas pocas colonias.

Rouvier se avino finalmente en privado el 23 de junio a participar en una conferencia internacional sobre Marruecos, después de tratar en vano de resolver la crisis directamente con Alemania. El 9 de junio, aún trataba de llegar a un acuerdo con el Reich que pusiese fin a diversas desavenencias entre los dos países, entre ellas la situación de Marruecos. Luego aceptó que se celebrase la conferencia internacional, siempre que se pactase de antemano las reformas que podría aplicar Francia en Marruecos. Pese a seguir negándose a participar en la conferencia el 27, el 30 había cedido por fin, convencido de no tendría que ceder ante Alemania. La razón principal fue el deseo de evitar la guerra y el convencimiento de que Alemania no obtendría nada de las negociaciones. Aliviado porque se evitase la contienda, Roosevelt se ofreció para persuadir a los británicos, contrarios también a la conferencia internacional, a que cambiasen de parecer y acudiesen a ella.
Pero para julio, Alemania se estaba aislando y los franceses accedieron a celebrar una conferencia para resolver la crisis. Hasta el verano de 1905, Francia no movilizó tropas, pues temía que esto pudiese desencadenar la guerra. A partir de entonces, tanto Francia como Alemania continuaron promoviendo la conferencia al tiempo que comenzaron tomar medidas militares: Alemania movilizó unidades de la reserva a fines de diciembre y Francia incluso desplegó tropas en la frontera en enero de 1906. El objetivo alemán, empero, era obtener un triunfo diplomático, no desatar una guerra, por lo que el Gobierno en mayo de 1905 desechó ya la sugerencia del jefe del Estado Mayor de atacar preventivamente. Los principales preparativos militares alemanes se limitaron a acelerar la dotación de cañones y fusiles de disparo rápido en el Ejército, proceso que se preveía concluir en junio de 1906. Por su parte, los franceses tuvieron buen cuidado de no provocar a los alemanes y de no adoptar medidas que pudiesen desencadenar un ataque alemán: sin apoyo ruso y con el ejército desmoralizado y mal armado, el Gobierno de París no deseaba arriesgarse a un enfrentamiento militar. Pese a ello, en la segunda mitad de 1905, tras la marcha de Delcassé, se redoblaron las medidas militares: se asignó una partida especial secreta para el Ejército, se redujeron los permisos y se llevó a cabo un simulacro de movilización. Por su parte, los belgas reforzaron las fortalezas de Lieja y Namur y los británicos concentraron parte de la flota en Gran Bretaña. En todo momento, sin embargo, los Gobiernos trataron de evitar tomar medidas que precipitasen una guerra.

Sistema de alianzas en Europa antes de la guerra:
Triple Entente
Triple Alianza
Países neutrales

La Conferencia de Algeciras se convocó para resolver la disputa y duró del 16 de enero al 7 de abril de 1906. De las trece naciones presentes, los representantes alemanes solo fueron apoyados por los del Imperio austrohúngaro. Francia tenía el firme apoyo del Reino Unido de Gran Bretaña e Irlanda, el Imperio ruso, el Reino de Italia, España y los Estados Unidos. Los alemanes finalmente aceptaron un acuerdo —el Acta de Algeciras— en abril que se firmó el 31 de mayo de 1906, en el que Francia aceptaba aplicar ciertos cambios en Marruecos, pero retenía el control de los resortes del poder en el territorio. La aceptación previa de la preeminencia francesa en Marruecos, necesaria para que se celebrase la conferencia, adelantó el resultado de esta. Sin deseos de desencadenar una guerra por Marruecos, con una flota aún incapaz de enfrentarse a la británica y dada la firme posición francesa, Alemania decidió no prolongar la crisis y aceptar las posiciones del adversario.
Aunque la Conferencia de Algeciras resolvió temporalmente la Primera Crisis Marroquí, la continua insatisfacción alemana con la situación de Marruecos condujo a la Segunda Crisis Marroquí en 1911. Como añadido a esto, dio a conocer al mundo el peligro y tensión vigente entre las potencias imperialistas europeas, y el riesgo que suponía el hecho de que las grandes naciones se aliasen en bloques militares; aunque este acontecimiento no desencadenó una guerra, sí causó un empeoramiento de las tensiones internacionales que finalmente llevaron a la Primera Guerra Mundial (1914-1918). Fue la primera crisis militar entre los bloques políticos europeos desde la década de 1880.